# Sant Pau (Apostolat d'Almadrones)
Sant Pau és una obra d'El Greco i el seu taller, realitzada entre 1608 i 1614. Es conserva i exhibeix en una de les sales del Museo del Prado.
Aquest oli sobre tela forma part d'un apostolat provinent de l'església d'Almadrones, a Guadalajara. De fet, al Museo del Prado es conserven tres teles més d'aquest mateix apostolat: Sant Jaume el Major, Sant Tomàs i Salvator Mundi, que revelen com El Greco i el seu taller van optar per repetir el model dels apostolats de la Catedral de Toledo i del Museu del Greco, situat a la mateixa ciutat, optant així per elaborar els seus propis models d'apostolats en lloc d'inspirar-se en els gravats que en aquella època circulaven arreu d'Europa i que van ajudar a consolidar una determinada iconografia de sants i figures bíbliques.
Signada amb les inicials de l'artista en lletra minúscula grega (delta i theta), l'obra és d'un qualitat remarcable, per bé que la resolució del fons, força opaca i amb pocs matisos, impedeix que la imatge assoleixi l'elevada expressivitat que caracteritza les obres de El Greco. La imatge de Sant Pau respon a la tipologia clàssica de El Greco per a la representació d'aquest sant: el cap és allargat, el front és ample i el nas aguilenc en són característiques habituals (sovint identificades com a característiques facials del propi pintor), així com la vestimenta, una túnica blava i un mantell de color roig. El sant està lleugerament girat cap a la seva dreta i sosté l'espasa amb la que fou decapitat a Roma, així com un manuscrit escrit en lletra cursiva grega dirigit a Titus, que va ajudar a l'apòstol en l'evangelització de Creta. El rostre del sant, vigorós, és executat amb una pinzellada solta i tremolosa, característica de les obres de l'etapa final de El Greco, i la construcció dels plecs de la roba, especialment les del mantell vermell, reflecteix una qualitat extraordinària, tant pel que fa al traç com a la resolució del color.